# Leobendorf (Baixa Áustria)
Leobendorf (Baixa Áustria) é um município da Áustria localizado no distrito de Korneuburg, no estado de Baixa Áustria.